# Bardeleben
Bardeleben est le nom de trois familles nobles indépendantes.

## Bardeleben (Magdebourg/Estonie)

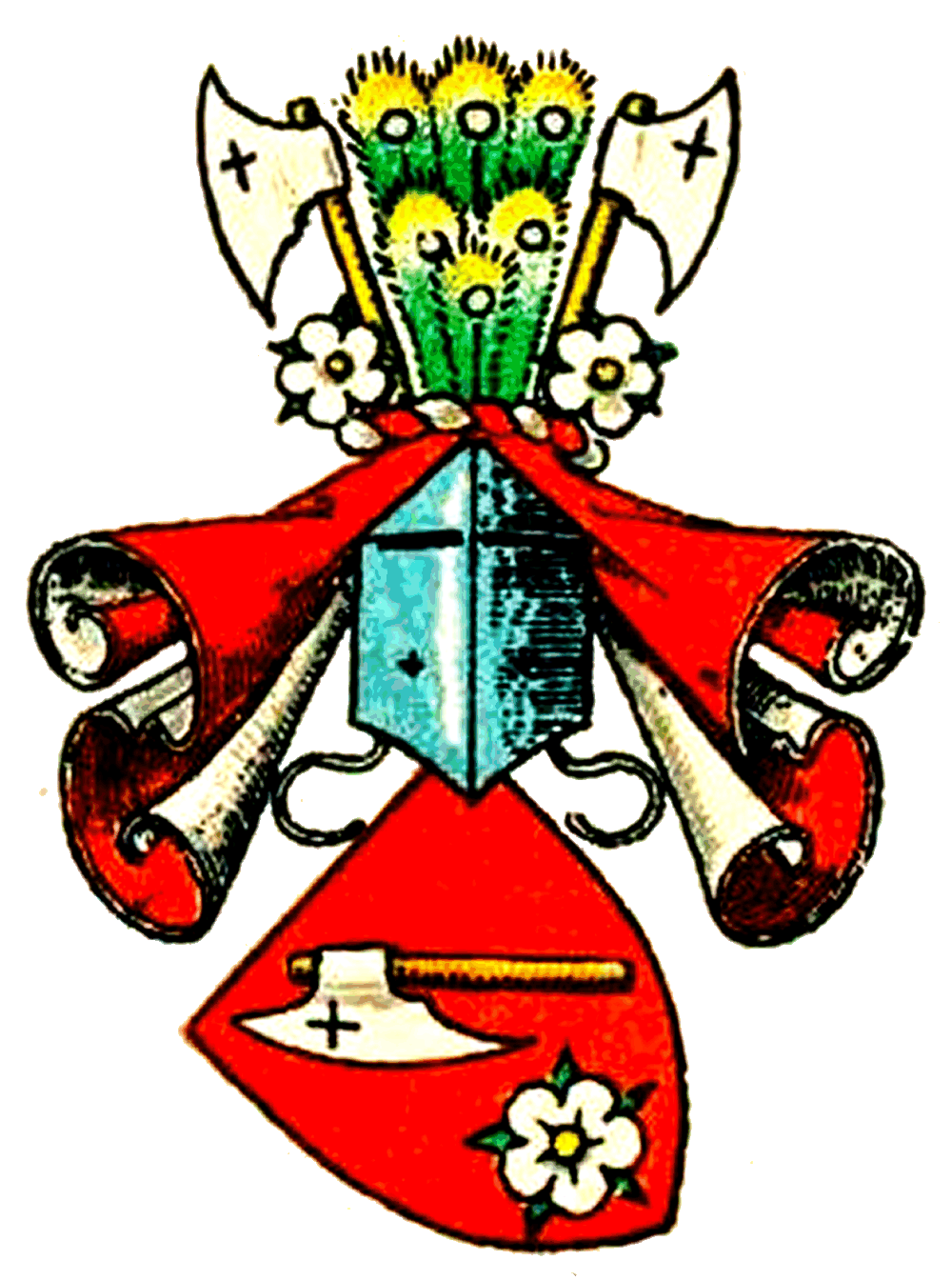
Armoiries de la famille de Bardeleben (Magdebourg)

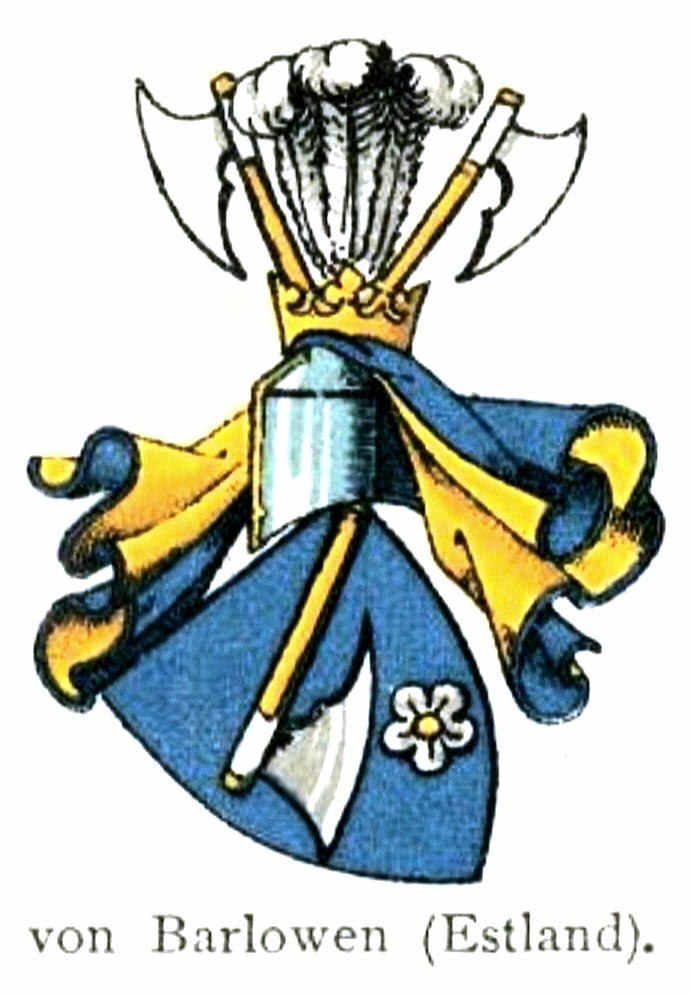
Armoiries de la famille de Barlowen (Estonie)

Famille de la noblesse de Magdebourg avec le même nom que la maison Barleben près de Magdebourg. Il est mentionné pour la première fois dans des documents en 1159 avec Heremanus de Bardenlove. La ligne directe de descendance commence avec Ekkehard von Bardeleben, documenté de 1359 à 1378, propriétaire terrien entre autres dans le vieux Brandebourg.
En Estonie, le nom de Barlowen (resp. Barloewen, Barlöwen) et les armoiries similaires. La famille est inscrite au registre de la chevalerie estonienne en 1841. Dès 1450, Hinrik Bardeleve ou Bardeleff est mentionné dans les Brudertrunkbücher de la société Têtes noires de Reval Le 2 août 1454 il est appelé le salige [bienheureux] Hinrik Bardeleve (dans le registre des frères de table Hinrik Bardelage). À partir de 1461, les formes Barlow, Berlow, Berlou, Berlo sont prédominantes. Plus tard, la forme de lions de barre est attachée. La famille est documentée en Estonie en 1606 (Revaler Stadtarchiv) avec Johann Barleuen, tandis que la lignée familiale fiable commence avec Fromhold Ernst Berleben, un cornet suédois en 1696. Johann Friedrich Barlöben ( Berleben, Perleben ) (mort en 1705), marié avec Gertrud Katharine von Knorring, enterré comme sa veuve à Pönal le 1er mai 1705.

### Blason
- Magdebourg : En rouge sous une hache (hache d'armes (de)) sur une tige dorée, une rose argentée; sur le casque avec des lambrequins rouges et argentées une plume de paon naturelle, accompagnée des deux côtés d'une hachette et d'une rose comme dans un bouclier.
- Estonie : une rose argentée en bleu sous une barbe sur une tige dorée, allongée obliquement vers la gauche; sur le casque à couvertures bleues et dorées, trois plumes d'autruche argentées entre deux barbes comme dans l'écu.

### Porteur du nom

#### Bardeleben
- Curt von Bardeleben (1861-1924), joueur d'échecs allemand et théoricien des échecs
- Friedrich von Bardeleben (1839-1933), major général prussien
- Hans Christoph von Bardeleben (de) (1666-1736), lieutenant général prussien de l'infanterie
- Georg Friedrich Christoph von Bardeleben (de) (1734-1801), lieutenant général prussien, chef du 8e régiment de dragons
- Moritz von Bardeleben (1777-1868), général d'infanterie prussien, gouverneur de la forteresse de Coblence et Ehrenbreitstein
- Moritz von Bardeleben (1814–1890), haut président de la province de Rhénanie
- Karl Alexander von Bardeleben (de) (1770–1813), cofondateur de la Landwehr prussienne
- Kurt von Bardeleben (1796-1854), administrateur de l'arrondissement de Fischhausen et membre des assemblées nationales de Francfort et de Prusse
- Wilhelm von Bardeleben (de) (1796–1859), général hessois

#### Barloewen
Constantin von Barloewen (de) (né en 1952), anthropologue

## Bardeleben (Minden)

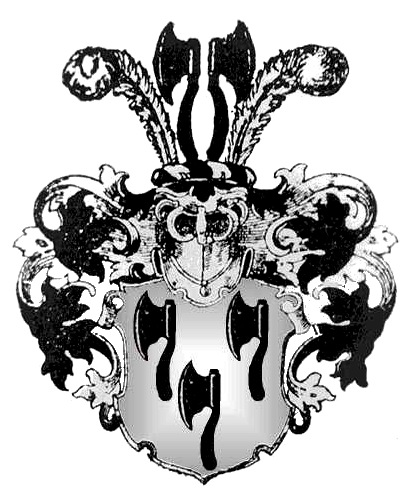
Armoiries de la famille de Bardeleben (Minden)

Cette ancienne famille noble vient de la région de Minden et est probablement nommée d'après le lieu Bardelage / Bartlage / Bartlegen / maintenant Bartling près de Minden et est mentionnée pour la première fois en 1220 avec Heinricus de Bardeleve, à des kilomètres de Scowenberc. La ligne directe de malles commence avec Johann von Bardeleben (mort avant 1451).

### Blason
Haches noires (barbes) dressées en argent 3 (2, 1); sur le casque avec caches noirs et argentés 2 axes noirs balayés vers l'extérieur entre 2 plumes d'autruche argentées.

### Porteur du nom
- Albrecht von Bardeleben (de) (1777-1856), lieutenant général de l'électorat de Hesse et ministre de la guerre
- Albert Goswin von Bardeleben (1803-1889), lieutenant général prussien

## Bardeleben (1891)
L'ancêtre de cette famille post-aristocratique est Johann August Andreas Schwager, dont le fils Heinrich Adolf Schwager, en tant que fils adoptif de Heinrich Karl Ludwig Bardeleben (de), s'appelle Schwager-Bardeleben. Le 2 mai 1848 reçoit l'approbation pour l'usage exclusif du nom de famille Bardeleben. Élevé à la noblesse prussienne le 11 décembre 1891 à Neugattersleben avec diplôme du 15 décembre 1891 avec le nom de von Bardeleben pour Heinrich Adolf von Bardeleben (de) (1819-1895).

### Blason
En rouge, une hallebarde en argent et une lance prussienne en pente vers le haut; sur le casque avec des couvertures rouges et argentées les chiffres du bouclier devant une branche de chêne vert à cinq feuilles.

### Porteur du nom
- Heinrich Adolf von Bardeleben (de) (1819-1895), chirurgien prussien
- Karl von Bardeleben (de) (1849-1918), médecin prussien
- Marie von Bardeleben alias Mite Kremnitz (1852-1916), écrivain allemand, fille de Heinrich Adolf von Bardeleben

## Porteurs de nom (jusqu'à présent non attribués aux familles)
- Carl von Bardeleben (1840-1928), lieutenant général et généalogiste prussien
- Christoph Karl Friedrich von Bardeleben (de) (1727-1798), général prussien
- Philipp Ernst von Bardeleben (de) (mort en 1744), colonel prussien